# Litoria inermis
Litoria inermis – gatunek australijskiego płaza bezogonowego z podrodziny Pelodryadinae w rodzinie rzekotkowatych (Hylidae).

## Występowanie
Zasięg występowania gatunku jest szeroki. Sięga on na południowym wschodzie Nowej Południowej Walii w jej północno-wschodniej części, nie sięgając jednak w jej obrębie wybrzeża, które osiąga w Queenslandzie. Dalej biegnie on przez wschodni, środkowy i północny Queensland, a następnie przez północną część Terytorium Północnego, aż do północno-wschodniej części Australii Zachodniej, gdzie przebiega jego zachodnia granica. Płaz zamieszkuje też kilka wysp Terytorium Północnego, w tym Wyspę Melville’a, Bathurst i Groote Eylandt.
Gatunek zasiedla zróżnicowane środowiska, w tym sawanny zadrzewione i otwarte tereny trawiaste, równiny zalewowe nadmorskie i położone wokół rzek, lasy monsunowe.

## Rozmnażanie
Trwa od listopada do marca i ma miejsce zwykle w okresowym zbiorniku wodnym. Samica składa wtedy 100–330 jaj w formie luźno pływających pakietów. Rozwój kijanek trwa około 10 tygodni.

## Status
W Czerwonej księdze gatunków zagrożonych IUCN płaz ten od 2002 roku klasyfikowany jest jako gatunek najmniejszej troski (LC, ang. Least Concern).
Gatunek występuje licznie, a trend liczebności jego populacji oceniany jest jako stabilny.